# تقی بی‌لی
تقی بی‌لی (به لاتین: Tağıbəylı) یک منطقه مسکونی در جمهوری آذربایجان است که در شهرستان آق‌دام واقع شده است.